# Mesochorus tipularius
Mesochorus tipularius is een insect dat behoort tot de orde vliesvleugeligen (Hymenoptera) en de familie van de gewone sluipwespen (Ichneumonidae). De wetenschappelijke naam van de soort werd voor het eerst geldig gepubliceerd door Johann Ludwig Christian Gravenhorst in 1829.